# Те (департамент)
Департамент Те (кат. Departament del Ter, фр. Департамент Тер, Département du Ter) — французький департамент з центром у Жироні за часів Французької імперії Наполеона І. Був створений 26 січня 1812 р., включав території сучасних районів Узона, Жирунес, Ріпулєс та сусідні території. Центром департаменту (префектурою) було проголошено Жирону. Міста Бік та Фігерас стали під-префектурами.
7 березня 1813 р. департамент Те було об'єднано з департаментом Сеґра в один департамент Сеґра — Те з центром (префектурою) у Жироні.
Департамент припинив своє існування у 1814 р., коли Франція вивела свої війська з Іберійського півострова, які знаходилися там ще з 1807 р. Офіційно адміністративний поділ Каталонії на департаменти було скасовано 10 травня 1814 р.
Першим і єдиним префектом департаменту став вихідець з м. Жирони Тумас Пуч (кат. Tomàs Puig).